# فرمان اجرایی ۱۳۹۳۶
فرمان اجرایی ۱۳۹۳۶ با عنوان «دستور اجرایی رئیس‌جمهور در مورد عادی سازی هنگ کنگ»، یک فرمان اجرایی است که در ۱۴ ژوئیه ۲۰۲۰ توسط دونالد ترامپ رئیس‌جمهور ایالات متحده امضا شد. در همان روز ترامپ قانون خودمختاری هنگ کنگ را امضا کرده بود که فرمان اجرایی وجاهت قانونی خود را از این قانون گرفته است. این قانون و فرمان اجرایی پاسخ ایالات متحده به تحمیل یک قانون بحث‌برانگیز امنیت ملی در هنگ کنگ توسط کمیته دائمی کنگره ملی خلق چین در ۳۰ ژوئن ۲۰۲۰ است که به عنوان «یک تهدید غیرمعمول و خارق‌العاده به امنیت ملی، سیاست خارجی و اقتصاد ایالات متحده توصیف شده است».

## پاسخ

### امضای اجرائیه
وزارت امور خارجه چین از آمریکا به دلیل دخالت در «امور صرفاً داخلی چین»، یعنی اجرای قانونی که از امنیت ملی این کشور محافظت می‌کند، انتقاد کرد. این سخنگو از ایالات متحده خواست تا «اشتباهات خود را تصحیح کند»، در غیر این صورت چین «پاسخ قاطعانه» خواهد داد و تحریم‌هایی را علیه افراد مرتبط آمریکایی اعمال خواهد کرد.

### اقدامات متقابل
در ۱۱ اوت ۲۰۲۰، چین تحریم‌هایی را بدون ذکر مشخصات یازده فرد آمریکایی، یعنی سناتورهای مارکو روبیو، تد کروز، جاش هاولی، تام کاتن و پت تومی، نماینده کریس اسمیت، کارل گیرشمن (رئیس بنیاد ملی دموکراسی)، درک اعمال کرد. میچل (رئیس مؤسسه ملی دموکراتیک)، دانیل توئینینگ (رئیس مؤسسه بین‌المللی جمهوری‌خواه)، کنت راث (مدیر اجرایی دیده‌بان حقوق بشر) و مایکل آبراموویتز (رئیس خانه آزادی). سخنگوی وزارت امور خارجه گفت تحریم شدگان در مورد مسائل مربوط به هنگ کنگ «رفتار بدی» داشتند. روبیو، کروز و اسمیت توسط چین ممنوع الخروج شده بودند.